# Evangeline Parish
Evangeline Parish is een parish in de Amerikaanse staat Louisiana.
De parish heeft een landoppervlakte van 1.720 km² en telt 35.434 inwoners (volkstelling 2000). De hoofdplaats is Ville Platte. Ze grenst in het westen aan Allen Parish, in het noorden aan Rapides Parish, in het oosten aan Avoyelles Parish en St. Landry Parish en in het zuiden aan Acadia Parish. Het is een van de 22 parishes die samen Acadiana of Cajun Country vormen.